# Yuru Camp△
Yuru Camp△ (ゆるキャン△, Yurukyan), és un manga creat per Afro, serialitzat en la revista seinen Manga Time Kirara Forward de l'editorial Hōbunsha, des del juliol de 2015 fins al febrer del 2019 quan va ser transferit al web Comic Fuz. L'estudi C-Station va crear una adaptació a l'anime produïda per lser emesa des del 4 de gener fins al 22 de març del 2018. Una segona temporada, una nova pel·lícula i un anime de dotze episodis va ser emès al Japó des del 6 de gener del 2020 fins al 23 de març.

## Argument
Nadeshiko és una estudiant de preparatòria que s'ha mudat de Shizuoka a Yamanashi i que decideix anar a visitar la famosa muntanya Fuji que apareix als bitllets de mil iens. Tot i que aconsegueix arribar amb bicicleta fins al llac Motosu, es veu obligada a tornar enrere a causa del mal temps i acaba desmaiant-se. Quan es desperta, ja és de nit i es troba en un indret que no reconeix i no sap com tornar a casa. Per sort Nadeshiko es troba amb Rin, una noia que està acampant sola i qui la salva.

## Personatges
Nadeshiko Kagamihara (各務原 なでしこ, Kagamihara Nadeshiko)
Seiyū: Yumiri Hanamori
Una noia enèrgica que es fa amiga de Rin i s'uneix al club d'activitats a l'aire lliure.
Rin Shima (志摩 リン, Shima Rin)
Seiyū: Nao Tōyama
Una noia generalment tranquil·la que gaudeix acampant sola.
Chiaki Oogaki (大垣 千明, Ōgaki Chiaki)
Seiyū: Sayuri Hara
Presidenta del Club d'Activitats a l'aire lliure.
Aoi Inuyama (犬山 あおい, Inuyama Aoi)
Seiyū: Aki Toyosaki
Amiga de Chiaki i membre del Club d'Activitats a l'aire lliure.
Ena Saitou (斉藤 恵那, Saitō Ena)
Seiyū: Rie Takahashi
Companya de classe de Rin. És molt alegre.
Sakura Kagamihara
Seiyū: Marina Inoue
La germana gran de Nadeshiko. Li encanta conduir.
Minami Toba
Seiyū: Shizuka Itō
Una mestra substituta que ingressa a l'escola de secundària de Nadeshiko. Es converteix en assessora del Club d'Activitats a l'aire lliure ja que prefereix clubs que no estiguin ocupats la major part del temps. Beu molt alcohol. Es troba amb Nadeshiko i Rin mentre ella està acampant amb el seu germà petit.
Avi de Rin
Seiyū: Akio Otsuka
L'avi matern de Rin. És qui va influir en Rin sobre la seva afició d'acampar. Aparèixer per primera vegada com l'ancià que acampava sol fins que es va reunir amb Chiaki quan ella està buscant un lloc per acampar. Ell serveix com a narrador en l'anime.

## Mitjans

### Manga
El manga és serialitzat en la revista seinen Manga Time Kirara Forward de l'editorial Houbunsha el juliol de 2015. Han estat publicats deu volums fins al moment. Yen Press ha llicenciat el manga per al seu llançament a Amèrica del Nord, i el primer volum en anglès el març de 2018.

### Anime
Una adaptació a l'anime, dirigida per Yoshiaki Kyōgoku i produïda per C-Station, es va estrenar el 4 de gener de 2018. Jin Tanaka va supervisar els guions de la sèrie i Mutsumi Sasaki va dissenyar els personatges. El tema d'obertura és "Shiny Days" d'Asaka, que es va llançar com a single el 24 de gener de 2018, mentre que el tema final és "Fuyu Biyori" d'Eri Sasaki. La sèrie té 12 episodis, tant la primera com la segona temporada i un OVA en el seu DVD / Blu-ray. Crunchyroll transmet la sèrie de forma simultània.